# Гаррі Белафонте
Гаррі Белафонте (англ. Harry Belafonte; 1 березня 1927—25 квітня 2023) — американський співак, актор і громадський активіст, прозваний королем музики каліпсо. Його альбом «Calypso» (1956) протягом 31 тижня утримував перший рядок в Billboard 200 і першим в історії розійшовся тиражем понад мільйон примірників.

## Життєпис
Белафонте народився в Гарлемі в родині емігрантів з Ямайки і Мартиніки. Ріс у злиднях, з 8 до 13 років жив з бабусею на Карибських островах. Потім в Нью-Йорку закінчив школу і служив в військо-морському флоті США під час Другої світової війни, незважаючи на неповнолітній вік.
Після демобілізації він повернувся в Нью-Йорк і вступив на акторські курси Ервіна Пискатора. Закінчив Акторську студію і Драматичну лабораторію при Новій школі соціальних досліджень. Перші ролі він зіграв в «American Negro Theater». Після ролі в одному з музичних вистав його помітили, стали запрошувати виступати в нічних клубах. У 1949 році він виступав як естрадний співак за підтримки оркестру Чарлі Паркера під егідою фірми грамзапису «Roost». Белафонте став записувати поп-мелодії в стилі Френка Сінатри і Нет Кінг Коула. У вільний час відвідував фонотеку Бібліотеки Конгресу, де прослуховував записи музики народів карибського регіону. Разом зі своїм другом, гітаристом Мілрадом Томасом він дебютував у знаменитому джаз і фолк клубі Нью-Йорка «The Village Vanguard». В репертуарі Белафонте були пісні Карибських островів, негритянські спірічуелс, американські народні пісні. В цей же час він встановив тісний контакт з Мартіном Лютером Кінгом — легендарним борцем за права афроамериканців. Він почав копітку роботу по мобілізації американських артистів на підтримку руху за рівноправність цивільних прав кольорового населення.